# Lecteur de proximité
Un lecteur de proximité est un dispositif permettant la lecture d'une puce RFID à distance.
Ce terme peut être associé à des applications de :
- sécurité électronique (contrôle d'accès, identification sur un système électronique ou informatique)
- Suivi de stock / inventaire

## Caractéristiques
- Signaux visuels et sonores

- Contrôlé par une Unité centrale
- Distance entre le lecteur de proximité supplémentaire et la centrale maximum 75 cm.

- Boîtier esthétique en BAS (IP67)
- Fréquence de fonctionnement de 125 kHz jusqu'à 40,685 MHz.